# Die Sims FreiSpiel
Die Sims FreiSpiel bzw. Die Sims FreePlay ist eine Freemium-Lebenssimulation aus der Die-Sims-Spielserie für die mobilen Betriebssysteme Android, iOS, Blackberry OS, Fire OS und Windows Phone.

## Spielprinzip
Wie auch in den anderen Spielen der Die-Sims-Reihe kann der Spieler Häuser bauen und einrichten und seine virtuelle Figur, den „Sim“, erstellen und steuern, indem dieser Befehle zugewiesen bekommt. Aber auch die Sims haben Wünsche und Bedürfnisse, auf die der Spieler eingehen muss. Für die Aktionen des Spielers kann der Sim unterschiedliche Währungen wie Simoleons, LifeStyle Points, Social Points erhalten und Erfahrungspunkte (XP) sammeln. Dabei kann der Spieler sich um die Gestaltung von Beruf, Beziehungen, Einkäufen, Familie und Freizeit des Sims kümmern.
Anders als in der Hauptreihe läuft das Spiel in Echtzeit und so können die Aktionen nicht beschleunigt werden. Zudem müssen alle Befehle vom Spieler gegeben werden, da der Sim über kein autonomes Verhalten verfügt.

## Entwicklung und Veröffentlichung
Das Spiel wurde von Electronic Arts Mobile und den Firemonkeys Studios entwickelt.
Am 15. Dezember wurde das Spiel erstmals weltweit für iOS veröffentlicht. Am 15. Februar 2012 erfolgte eine Version für Android, am 31. Juli 2013 eine für Blackberry 10 und am 12. September 2013 eine für Windows Phone 8. Zudem wurde eine Version für Kindle Fire veröffentlicht. Das Spiel wird regelmäßig durch Updates um neue Spieleinhalte erweitert, die teilweise bereits aus der Hauptreihe bekannt sind.
Seit April 2017 werden keine weitere Updates mehr für Windows Phone veröffentlicht.
Im Oktober 2018 wurde das Spiel um einen AR-Modus erweitert, der es dem Spieler ermöglicht, die Spielfläche mithilfe der Handykamera auf einer freiliegenden Fläche abzubilden.